# Johannes Luther (1526–1575)
Johannes Luther, auch Hans Luther (* 7. Juni 1526 in Wittenberg; † 27. Oktober 1575 in Königsberg), war der älteste Sohn von Martin Luther. Er studierte gegen den Willen seines Vaters Jura und war von 1553 bis 1566 am herzoglich-sächsischen Hof in Weimar und Gotha als Jurist tätig.

## Leben

### 1526–1546: Kindheit, Jugend und Studium im Schatten des Vaters
Johannes wurde am 7. Juni 1526 als Sohn von Katharina (geb. von Bora) und Martin Luther in Wittenberg geboren. Möglicherweise hatte die Tatsache, dass Johannes Martin Luthers Lieblingsevangelist war, Einfluss auf die Namensfindung. Bereits einem Brief vom 12. Februar an Eberhard Brisger ist Luthers Erwartung seines ersten Kindes zu entnehmen. Nikolaus Gerbel bat er am 26. April darum, die Patenschaft zu übernehmen, bzw. dessen Frau, wenn er eine Tochter bekommen sollte. Den mansfeldischen Kanzler Kaspar Müller bat er am 26. Mai um das Gleiche. Am Tag der Geburt taufte Georg Rörer den Jungen in der Stadtkirche St. Marien; seine Paten waren Johann Pfister, Johannes Bugenhagen (nach dem der Täufling benannt wurde), Benedikta, die Ehefrau des Bürgermeisters Johannes Hohndorf, und Christian Beyer.
Martin Luther schrieb zahlreiche Briefe, angetrieben durch seine Freude rund um die Erlebnisse seines Sohnes. Johannes’ Spielkameraden waren „Lippus und Jost“ – Philipp Melanchthon (1525–1605) und Justus Jonas – die jeweils gleichnamigen Söhne der Reformatoren Philipp Melanchthon und Justus Jonas. Schon mit vier Jahren soll er gelernt und gebetet und gut ein Jahr später auch bei gemeinsamen Mahlzeiten mit Gästen am Tisch gesessen haben.
Am 8. Juni 1533, also mit Vollendung des siebten Lebensjahrs, wurde Johannes als Sohn eines Professors in der Wittenberger Universität ehrenhalber eingeschrieben und damit schon in seiner Jugend bzw. Kindheit akademischer Bürger. Gemäß dem Kirchenhistoriker Christopher Spehr geschah dies im Zusammenhang mit der „elitären Bevorzugung von Professorenkindern“, aber auch um seinem Erstgeborenen eine möglichst gute Bildung zu sichern. Die Kehrseite dieses Bildungsengagements, so Spehr, war, dass der Vater und die Öffentlichkeit einen „enormen Erwartungs- und Erfolgsdruck“ aufbauten. Insbesondere für Johannes Luther habe sich der „übermächtige Schatten des exzentrischen Vaters“ bemerkbar gemacht.
Johannes hatte schon Vorkenntnisse in Latein, da schrieb ihm sein Vater einen lateinischen Satz „über des Desiderius Erasmus Feindseligkeit gegen alle Religion und besonders die christliche“ in sein Büchlein, wahrscheinlich ein von Johannes angelegtes Stammbuch. Martin Luther lag im Streit mit dem Humanisten Erasmus und hatte 1525 eine lateinischsprachige Polemik (De servo arbitrio) gegen dessen Schrift über die Willensfreiheit (De libero arbitrio) verfasst.
Im März 1536 widmete Erasmus Alberus Johannes seine Schrift Utilissima praecepta morum: ex optimis autoribus collecta, et Germanicis rithmis reddita ab Erasmo Albero in gratiam incipientium puerorum. Ioanni D. Martini Luth. filio nuncupata. Es handelt sich um Lebensregeln „der besten Autoren“ für Jünglinge, von Alberus in deutsche Reime gebracht, beispielhaft: „Mit deinen Eltern zanck dich nicht / Ob dir auch gleich unrecht geschicht.“ Die lateinische Vorrede des Autors schließt mit dem Wunsch, Johannes möge seinem Vater nacheifern und es ihm gleichtun. Auch die zweite (1537) und dritte Auflage (1548) des Buches blieb Johannes gewidmet.
In einem Brief vom 20. Juli 1536 machte Wolfgang Capito Martin Luther den Vorschlag, Johannes in Straßburg weiter ausbilden zu lassen. Eine Antwort Martin Luthers ist nicht überliefert, jedenfalls aber wurde der Vorschlag nicht angenommen.
1538 ließ Melanchthon in Wittenberg den Dialog Arminius von Ulrich von Hutten zusammen mit der Germania von Tacitus neu drucken. In den Band nahm er zudem unter anderem ein griechisches Gedicht auf, das Ad Ioannem Lutherum überschrieben, also an Johannes Luther gerichtet ist. Es soll Johannes die Vaterlandsliebe des Arminius als Vorbild hingestellt haben. In einer Gedichtsammlung von Johann Stigel findet sich ein längeres lateinisches Gedicht Ad Iohannem Lutherum, de Arminio, das also ebenfalls an Johannes Luther gerichtet ist und die Arminius-Thematik zum Inhalt hat. Es ist undatiert, der Biograf Johannes Luther setzt es wegen der ähnlichen Widmung und Thematik in dasselbe Jahr wie Melanchthons Gedicht.
Martin Luther unterstützte die Entwicklung seines Sohnes. 1537 schickte er ihn zu einem Lehrer in der Nähe von Wittenberg, 1542 nach Torgau zu Marcus Crodel und Kapellmeister Johann Walter zur musikalischen Ausbildung. Als Johannes sich 1543 auf die Magisterprüfung vorbereitete, bat sein Vater seinen Kollegen Georg Major um Hilfe bei der Vorbereitung seines Sohnes.
1539 war Johannes als Opponent mit der Erörterung der Frage „Utrum Augustinus et Honorius Imperator recte fecerint auferendo Ecclesiastica bona Haereticis et donando Catholicis“ Beteiligter bei der Promotion Basilius Monners. Der Erörterung folgte unmittelbar eine Meinungsverschiedenheit zwischen Hieronymus Schurff und den anwesenden Theologen, so dass Schurff die Kirche kurz darauf verließ und auch nicht mehr am üblichen Doktorschmaus teilnahm.
Am 15. Oktober 1539 wurde er mit seinen zwei ehemaligen Spielkameraden zum Baccalaureus liberalium artium promoviert. Johann Wilhelm, der Sohn des Herzogs Friedrich von Sachsen, schrieb Johannes am 1. September 1541 einen Brief, in dem er eine Verwaltungslaufbahn für Johannes erwartete bzw. vorhersah. 1543 begann Johannes aber erst sein Studium.
Im Juli 1545 begleitete Johannes seinen Vater über Löbnitz und Leipzig nach Zerbst, um mit Nikolaus von Amsdorf und Caspar Creutziger einen Streit zwischen den Naumburger Geistlichen Nikolaus Medler und Georg Mohr zu schlichten.
Am 17. September 1545 beteiligte sich Johannes an Peter Hegemons Promotion mit der von Melanchthon gestellten Frage „An cum magna virtus fuerit et sit multorum, qui non norunt filium Dei dominum nostrum Jesum Christum, ut Numae Pompilii, Aristidae, Socratis, Scipionis, et similium, tales etiam placeant Deo, et sind haeredes vitae aeternae?“ Johannes’ Rede dazu ist im Wortlaut erhalten. Darin verneinte er, „daß die vielen ausgezeichneten Menschen des Altertums Erben des von Christus verheißenen ewigen Lebens seien“, da alle Religionen sonst gleich zu bewerten wären, auch wenn „die Alten gewußt hätten, daß ein einiger ewiger Geist der Schöpfer der Welt sei“.
Im Januar 1546 begleiteten Johannes und seine Brüder Martin und Paul ihren Vater nach Eisleben zu einer Streitschlichtung unter den Grafen von Mansfeld. Auf einer Reise schließlich, auf der Martin Luther seinen Kindern seine Heimat zeigen wollte und sie auch seinen Bruder Jakob Luther besuchten, verstarb er kurz vor der Heimreise am 18. Februar 1546. Johannes war 19 Jahre alt, Martin 14 und Paul 13. Seine Mutter tröstete er und schrieb im Namen seiner Mutter und Geschwister ein lateinisches Dankesschreiben an Justus Jonas für dessen Anteilnahme.

### 1546–1551: Schmalkaldischer Krieg, Jurastudium in Königsberg
Melanchthon wurde zum Vormund für Luthers Kinder bestellt. Aus seinem Briefwechsel ist zu ersehen, dass Johannes ein Angebot erhielt, in die kurfürstliche Kanzlei einzutreten, aber, obwohl akademisch bisher nicht erfolgreich, lieber sein vierjähriges Artium Studium absolvierte. Heinz Scheible legte sich nicht fest, ob Johannes während des Schmalkaldischen Krieges bei seiner Mutter war und mit ihr zunächst nach Magdeburg und dann nach einer Rückkehr nach Wittenberg nach Braunschweig floh oder, wie eine allerdings späte Nachricht besagt, im kursächsischen Heer an den Kämpfen teilnahm. Von 1549 bis 1551 studierte er dank finanzieller Förderung des Herzogs Albrecht von Preußen an der Universität Königsberg, trat dann aber doch in den sächsischen Hofdienst ein.

### 1552–1553: Rückkehr nach Wittenberg, Tod der Mutter und Erbteilung
Nach dem 15. Juli 1551, dem Tag seines Abgangszeugnisses, kehrte Johannes zurück nach Wittenberg. Viele Güter waren im Krieg zerstört und Besitztümer enteignet worden. Nach dem Krieg kam die Pest nach Wittenberg. Also fassten sie den Entschluss, die Stadt zu verlassen. Auf der Reise mit dem Ziel Torgau gingen die Pferde durch, Katharina stürzte vom Wagen in einen Wassergraben. Nach drei Monaten Krankenlager starb sie am 20. Dezember 1552. In Torgau, wohin die Universität im Juli 1552 verlegt worden war, studierte Paul Medizin und Martin Theologie. Die noch unverheiratete, bei der Ankunft in Torgau 17-jährige Margarethe übernahm den Haushalt. Am 28. Januar 1553 schickte der 27-jährige Johannes ein Bittgesuch an König Christian III. von Dänemark wegen seiner verwaisten und verschuldeten Familie mit teilweisem Grundbesitz. Die jüngste Schwester Margarethe war inzwischen 18 Jahre alt. Im Juni 1553 und am 5. April 1554 fanden jeweils in Anwesenheit von Jakob Luther, Philipp Melanchthon und Ambrosius Reuter zwei Erbteilungen statt, wobei Margarethe am großzügigsten bedacht wurde. Die Grundstücke blieben im gemeinsamen Besitz.

### 1553–1566: Am herzoglich-sächsischen Hof in Weimar und Gotha
Johannes trat 1553 in die Dienste der Söhne des Kurfürsten Friedrich II. von Sachsen in Weimar und wurde bald sein Rat. Christopher Spehr sieht in der Anwerbung des Juristen und ältesten Luthersohns für die Weimarer Kanzlei eine von mehreren Maßnahmen, mit denen sich das ernestinische Sachsen als Wahrer von Martin Luthers Erbe profilierte. 1561 wurde der herzoglich-sächsische Hof von Weimar nach Gotha verlegt.

### 1566–1575: Letzte Lebensjahre und Tod
Johannes Luther verließ Gotha im Jahr 1566. Bis 1575 fehlen verlässliche Quellen über seinen weiteren Lebenslauf. Vereinzelte Informationen besagen, er habe in Diensten der brandenburgischen und schließlich pommerschen Herzöge gestanden.
Im Jahr 1575 hielt sich Johannes schließlich bei Syndikus Heinrich Stenderich in Königsberg auf, erkrankte und starb dort am 27. Oktober 1575.
Johannes Wigand, Rektor Johannes Luthers Universität in frühen Jahren, würdigte ihn mit einem Nachruf. Johannes Luther wurde in der Stenderich’schen Familiengruft in der Altstädtischen Kirche St. Nikolaus beigesetzt; Bischof Tilemann Hesshus hielt die Grabrede. Nachdem die Kirche 1826/28 wegen Baufälligkeit abgerissen wurde, kennzeichnete ein Granitblock seine Grabstelle.

### Ehe und Familie
Ein Brief Philipp Melanchthons erwähnt die Verlobung Johannes Luthers am 25. Juni 1553 in Wittenberg.
Gemäß Johannes Luthers Biografie von 1930 heiratete Johannes Luther die Witwe Elisabeth (geb. Cruciger), die aus ihrer vorherigen Ehe mit Andreas Kegel († 1550) schon einen Sohn Cyriacus Kegel hatte. 1554 wurde demnach die gemeinsame Tochter Katharina geboren. Ob diese Annahmen zu Ehe und Kind zutreffen, ist nicht sicher, es gibt Spehr zufolge keine Quellenbelege dafür. Sicher ist aber, dass Johannes verheiratet war und eine Tochter hatte, die 1596 den Pfarrer Nikolaus Böhme zu Eilenburg heiratete und 1609 kinderlos starb.

## Martin Luthers Kritik an der Juristen-Laufbahn seines Sohnes
Martin Luther selbst hätte nach dem Wunsch seines Vaters Jurist werden sollen. Martin Luthers Kinder sollten nach seinem Wunsch keine Juristen werden. Er war Juristen offen abgeneigt. Im April 1532 soll er gemäß Johann Schlaginhaufens Mitschriften von Martin Luthers Tischreden seinen fünfmonatigen Sohn Martin hochgenommen und gesagt haben: „Wen du solst ein jurist werden, so wolt ich dich an ein galgen hengen.“ Er sagte auch: „Ein Jurist, wenn er nicht illuminatus [erleuchtet] ist doctrina Christiana [christliche Lehre], ein Medicus, wenn er nicht instructus [unterrichtet] ist doctrina Christiana, dergleichen auch ein Poet, so heißet es denn recht: ein Jurist, ein böser Christ“.
1546 in Eisleben soll Martin Luther diese Abneigung gegen die Juristen besonders deutlich und direkt gegenüber seinem Sohn Johannes in Worte gefasst haben. Er war zum wiederholten Male zur Streitschlichtung zu den Grafen von Mansfeld gerufen worden, die untereinander heftig im Streit lagen. Diese außerordentlich zähe Angelegenheit („Mansfelder Sauhandel“) war nach Martin Luthers Eindruck durch die Juristen des Hofs noch deutlich geschürt worden. Nach den Aufzeichnungen seines Leibarztes und Freundes Matthäus Ratzenberger soll Luther über die Juristen heftig „ergrimmet“ gewesen sein, sie hätten „die rechtschaffene fundamenta juris“ übel missbraucht. In dieser Stimmung soll er Johannes zu sich gerufen und ihn dreimal „ernstlichen“ gefragt haben, ob er Jurist werden wolle. Nachdem Johannes zum dritten Mal mit nein geantwortet habe, habe Martin Luther zu ihm gesagt: „Wo Ich wuste Das Du woltest ein Jurist werden und wihr wiederumb gen Wittenbergk kämen, wolte Ich Dich uber die Elbebrucken In die Elbe sturtzen und ertrincken lassen, Zweiffelte auch nicht, Ich wolte diese sunde eher kegen Gott vorbeten, Dan wan Ich Dich ließ wieder meinen willen ein Juristen und schalck werden.“ Elke Strauchenbruch vermutet hier auch den Einfluss einer gewissen Legendenbildung, insbesondere da Martin Luther bereits schwer krank war und wenige Wochen später starb.
Bekannt und viel diskutiert ist ein undatierter Ausspruch Martin Luthers aus den Tischreden (in den Aufzeichnungen von Anton Lauterbach), von Christopher Spehr als „jene brutale Äußerung“ und „äußerst hartes Urteil“ apostrophiert. Der entsprechenden Notiz zufolge hatte er Johannes nach einer Verfehlung volle drei Tage nicht sehen wollen, obwohl seine Mutter und Freunde der Familie für ihn eintraten. Den Fürsprechern soll Martin Luther geantwortet haben: „Ich wiel lieber einen todten son denn einen unngetzogenen haben.“ Johannes Luther schließt aus verschiedenen biografischen Sachverhalten, dass Johannes damals erst zehn Jahre alt gewesen sei.

## Triviales
Martin Luther schrieb nicht nur Briefe über die freudigen Erlebnisse mit seinem Sohn. In einem Brief an Justus Jonas, datiert 19. Oktober 1527, schrieb er: „Iohanelli mei, qui hodie didiscit flexis populitibus solus in omnem angulem cacare, imo cacavit vere in omnem angulem miro negotio.“ (deutsch „Mein Hänschen hat heute gelernt, mit gebeugten Knien in jede Ecke zu kacken, ja, in der Tat hat er mit wundersamem Geschäft in jede Ecke gekackt.“)

## Nachruf
- Johannes Wigand: Intimatio, de obitu Johannis Lutheri, filio D. Mart. Lutheri (dt. Mitteilung über den Tod Johannes Luthers, Sohn Dr. Martin Luthers) in: Acta Borussica ecclesiastica, civilia, literaria (dt. Sorgfältige Sammlung allerhand zur Geschichte des Landes Preußen gehöriger Nachrichten, Urkunden, Schriften und Dokumenten), Band 2. Eckart (Verlag), 1731. S. 791 (Digitalisat).